# Jon Taylor
Jon Peter Taylor (20 de julio de 1992) es un futbolista profesional inglés que juega como extremo en el Doncaster Rovers .

## Trayectoria

### Shrewsbury Town
Tras ser cedido por el Wigan Athletic como aprendiz juvenil, Taylor fichó por el Shrewsbury Town en 2008, después de haber sido recomendado al club por el ex mediocampista de Shrewsbury, Tony Kelly . Si bien todavía era un jugador juvenil, participó esporádicamente en el primer equipo de Shrewsbury en la temporada 2009-10 bajo la dirección del técnico Paul Simpson, debutando como suplente en la victoria a domicilio por 1-0 de la Liga Dos contra el Chesterfield el 2 de enero de 2010.
Taylor firmó su primer contrato profesional en Shrewsbury antes de la temporada 2010-11 e hizo su primera apertura en casa contra Burton Albion el 1 de febrero de 2011, anotando dos goles en la victoria en casa por 3-0 bajo el mando del nuevo entrenador Graham Turner . Esa temporada disputó 22 partidos, marcó seis goles y se ganó los aplausos de su entrenador y luego el capitán de Shrewsbury, Ian Sharps, además de ganar el premio al Jugador Joven del Mes de la Football League en febrero de 2011.
Después de que se le relacionara con un traspaso a los clubes escoceses  Motherwell o Aberdeen, Taylor firmó un nuevo contrato de dos años en Shrewsbury Town el 23 de junio de 2011, luego de conversaciones de emergencia con Graham Turner, e hizo 36 apariciones en todas las competiciones en el 2011– 12.ª temporada donde consiguieron el ascenso a League One .
Taylor, que no marcaba un gol en el primer equipo desde marzo de 2011, redescubrió su toque goleador en la derrota a domicilio por 2-1 en Leyton Orient el 10 de noviembre de 2012, y anotó cinco veces más en la temporada 2012-13 para ayudar a dirigir a Shrewsbury. claro del descenso durante su primera temporada en League One.
Taylor firmó otra extensión de contrato de dos años en Shrewsbury Town el 21 de junio de 2013, haciendo su aparición número 100 en todas las competiciones contra MK Dons el 3 de agosto de 2013. Terminó la temporada 2013-14 como el máximo goleador de Shrewsbury, con nueve goles en la Liga Uno, aunque esto finalmente no fue suficiente para evitar el descenso del club.

### Peterborough United
Tras el descenso de Shrewsbury Town a la Liga Dos, Taylor fichó por Peterborough United por una tarifa no revelada el 4 de junio de 2014.

### Rotherham United
El 3 de agosto de 2016, Taylor fichó por el Rotherham United por una tarifa no revelada, que se entiende como un "contrato discográfico del club". Aceptó un contrato de tres años. El 30 de mayo de 2019, el club anunció que Taylor se iría al final de la temporada, ya que expiraba su contrato.

### Doncaster Rovers
Doncaster Rovers fichó a Taylor el 9 de agosto de 2019 con un contrato de dos años con opción a un tercero.

## Estadísticas de carrera
| Club                | Season       | League       | League | League | FA Cup | FA Cup | League Cup | League Cup | Other | Other | Total | Total |
| Club                | Season       | Division     | Apps   | Goals  | Apps   | Goals  | Apps       | Goals      | Apps  | Goals | Apps  | Goals |
| ------------------- | ------------ | ------------ | ------ | ------ | ------ | ------ | ---------- | ---------- | ----- | ----- | ----- | ----- |
| Shrewsbury Town     | 2009–10      | League Two   | 2      | 0      | 0      | 0      | 0          | 0          | 0     | 0     | 2     | 0     |
| Shrewsbury Town     | 2010–11      | League Two   | 20     | 6      | 0      | 0      | 0          | 0          | 2     | 0     | 22    | 6     |
| Shrewsbury Town     | 2011–12      | League Two   | 33     | 0      | 2      | 0      | 1          | 0          | 0     | 0     | 36    | 0     |
| Shrewsbury Town     | 2012–13      | League One   | 37     | 6      | 1      | 0      | 0          | 0          | 1     | 0     | 39    | 6     |
| Shrewsbury Town     | 2013–14      | League One   | 41     | 9      | 1      | 0      | 1          | 0          | 1     | 0     | 44    | 9     |
| Shrewsbury Town     | Total        | Total        | 133    | 21     | 4      | 0      | 2          | 0          | 4     | 0     | 143   | 21    |
| Peterborough United | 2014–15      | League One   | 24     | 3      | 1      | 0      | 0          | 0          | 0     | 0     | 25    | 3     |
| Peterborough United | 2015–16      | League One   | 44     | 11     | 4      | 2      | 2          | 0          | 1     | 0     | 51    | 13    |
| Peterborough United | Total        | Total        | 68     | 14     | 5      | 2      | 2          | 0          | 1     | 0     | 76    | 16    |
| Rotherham United    | 2016–17      | Championship | 42     | 4      | 0      | 0      | 1          | 0          | 0     | 0     | 43    | 4     |
| Rotherham United    | 2017–18      | League One   | 25     | 4      | 1      | 0      | 1          | 0          | 5     | 1     | 32    | 5     |
| Rotherham United    | 2018–19      | Championship | 41     | 4      | 1      | 0      | 2          | 0          | 0     | 0     | 44    | 4     |
| Rotherham United    | Total        | Total        | 108    | 12     | 2      | 0      | 4          | 0          | 5     | 1     | 119   | 13    |
| Doncaster Rovers    | 2019–20      | League One   | 28     | 6      | 3      | 0      | 1          | 0          | 3     | 0     | 35    | 6     |
| Doncaster Rovers    | 2020–21      | League One   | 24     | 4      | 1      | 0      | 1          | 0          | 2     | 0     | 28    | 4     |
| Doncaster Rovers    | Total        | Total        | 52     | 10     | 4      | 0      | 2          | 0          | 5     | 0     | 63    | 10    |
| Career total        | Career total | Career total | 361    | 57     | 15     | 2      | 10         | 0          | 15    | 1     | 401   | 60    |

## Honores
Rotherham United
- Eliminatorias de la EFL League One : 2018[15]